# Cunit
Cunit és un municipi de la comarca del Baix Penedès a la costa del Mar mediterrani i regat per Torrent de Cunit. El 2024 tenia 15.804 habitants.

## Història
El 1590, malgrat que el municipi havia romàs gairebé despoblat a causa de les incursions dels pirates sarraïns i turcs el 1581, el mas de Vila-seca va romandre habitat. També hi ha hagut un nucli de pescadors a la platja, documentat del 1638 al 1670, pescadors que de temps immemorial i de consuetud antiquíssima tenien llicència per a entrar a pescar els diumenges o dies de festa de guardar a la tarda, pagant la dècima del peix a l'obra de la parròquia.
Des de la primeria dels anys seixanta del segle xx començà a esdevenir un centre de vacances i estiueig dels habitants de l'àrea metropolitana de Barcelona, que començaven a establir llur segona residència en aquesta àrea de la Costa Daurada. Les obres d'una primera colònia turística alemanya amb una cinquantena de bungalows van començar el 1961. Va ser l'inici d'una revolució urbanística, que va canviar completament el paisatge del Cunit rural del passat.

## Patrimoni històric i cultural
L'església parroquial de Sant Cristòfol de Cunit, del segle xii malgrat que l'estructura actual és de l'any 1720 i el Castell de Cunit.
| Monument                   | Protecció   | Estil/època                              | Localització                                            | Coordenades                                          | Codi?         | Imatge |
| -------------------------- | ----------- | ---------------------------------------- | ------------------------------------------------------- | ---------------------------------------------------- | ------------- | --- |
| Castell de Cunit           | BCIN 721-MH | Obra popular                             | Cunit Av. de la Font                                    | 41° 11′ 50″ N, 1° 37′ 58″ E / 41.197222°N,1.632778°E | RI-51-0006620 | Castell de Cunit · Vegeu més fotos d'aquest monument · Carregueu una nova foto d'aquest monument                   |
| Església de Sant Cristòfol | BCIL 2007   | Romànic XI-XII                           | Cunit Pl. Sant Cristòfol                                | 41° 11′ 52″ N, 1° 38′ 03″ E / 41.19767°N,1.63421°E   | IPA-5345      | Església de Sant Cristòfol (Cunit) · Vegeu més fotos d'aquest monument · Carregueu una nova foto d'aquest monument |
| Masia Trenca-roques        |             | Obra popular XVIII                       | Cunit                                                   | 41° 14′ 14″ N, 1° 38′ 14″ E / 41.23717°N,1.63731°E   | IPA-5348      | Carregueu una nova foto d'aquest monument                                                                          |
| Masia de Vilaseca          | BCIL 2007   | Obra popular XIX-XX (1808)               | Cunit C. de Mart, urb. Costa Cunit                      | 41° 13′ 36″ N, 1° 38′ 33″ E / 41.22675°N,1.6426°E    | IPA-5349      | Carregueu una nova foto d'aquest monument                                                                          |
| Masia Puigdetiula          | BCIL 2007   | Obra popular XIX (1879)                  | Cunit C. d'Urà, urb. Costa Cunit                        | 41° 13′ 28″ N, 1° 38′ 29″ E / 41.22449°N,1.64149°E   | IPA-5350      | Carregueu una nova foto d'aquest monument                                                                          |
| Mas de Sant Antoni         | BCIL 2007   | Modernisme XX (1901)                     | Cunit Ctra. de Sant Antoni - camí de l'Arboç            | 41° 12′ 39″ N, 1° 37′ 56″ E / 41.21095°N,1.63218°E   | IPA-5351      | Mas de Sant Antoni (Cunit) · Vegeu més fotos d'aquest monument · Carregueu una nova foto d'aquest monument         |
| Mas del Plà                | BCIL 2007   | Historicisme, modernisme XX (1911, 1929) | Cunit Ctra. a Clariana                                  | 41° 12′ 36″ N, 1° 37′ 47″ E / 41.21005°N,1.62964°E   | IPA-5352      | Mas del Pla (Cunit) · Vegeu més fotos d'aquest monument · Carregueu una nova foto d'aquest monument                |
| Casa Marquès               | BCIL 2007   | Obra popular XVIII                       | Cunit C. Major, 1 - c. del Papa Joan XXIII              | 41° 11′ 53″ N, 1° 38′ 02″ E / 41.198156°N,1.633869°E | IPA-40260     | Casa Marquès (Cunit) · Modifica el valor a Wikidata · Carregueu una nova foto d'aquest monument                    |
| Can Nicolau                | BCIL 2007   | XIX Inici                                | Cunit Av. Can Nicolau, 47                               | 41° 12′ 07″ N, 1° 36′ 59″ E / 41.201916°N,1.616297°E | IPA-40261     | Carregueu una nova foto d'aquest monument                                                                          |
| El Rectoret                | BCIL 2007   | Obra popular, noucentisme XX             | Cunit Av. de la Roca Plana, 39 - c. de Marià Espiral, 3 | 41° 12′ 23″ N, 1° 36′ 55″ E / 41.206259°N,1.615280°E | IPA-40262     | Carregueu una nova foto d'aquest monument                                                                          |
| Cal Santó                  | BCIL 2007   | Obra popular                             | Cunit Desviament del camí de l'Arboç                    | 41° 13′ 11″ N, 1° 38′ 00″ E / 41.219811°N,1.633345°E | IPA-40263     | Carregueu una nova foto d'aquest monument                                                                          |
| Mas Peirot                 | BCIL 2007   |                                          | Cunit                                                   | 41° 12′ 44″ N, 1° 38′ 51″ E / 41.212318°N,1.647618°E | IPA-40264     | Carregueu una nova foto d'aquest monument                                                                          |
| Can Xondes                 | BCIL 2007   |                                          | Cunit C. de la Farigola (els Jardins)                   | 41° 13′ 05″ N, 1° 37′ 31″ E / 41.217992°N,1.625145°E | IPA-40265     | Carregueu una nova foto d'aquest monument                                                                          |
| Hostal de la Diligència    | BCIL 2007   |                                          | Cunit Pl. Sant Cristòfol                                | 41° 11′ 52″ N, 1° 38′ 03″ E / 41.197870°N,1.634102°E | IPA-40266     | Hostal de la Diligència (Cunit) · Vegeu més fotos d'aquest monument · Carregueu una nova foto d'aquest monument    |
| Cal Cego                   | BCIL 2007   | XX, XXI                                  | Cunit C. Ponent, 1                                      | 41° 11′ 48″ N, 1° 36′ 58″ E / 41.196700°N,1.615990°E | IPA-40267     | Carregueu una nova foto d'aquest monument                                                                          |
| Búnquer de la Guerra Civil | BCIL        | anys 30 del segle xx                     | Cunit                                                   |                                                      |               | Carregueu una nova foto d'aquest monument                                                                          |

## Cultura i mitjans de comunicació

### Cultura
- Joves Diables de Cunit: L'origen de les tradicions de ball de diables a Tarragona es remunta a 1426. El municipi compta amb la Colla de Joves Diables com a representants i continuadors d'aquesta tradició.[6]
- Club de Futbol Cunit: És el principal club de futbol de la ciutat, creat el 1958.
- Carnaval de Cunit: El Carnaval de Cunit és un dels més importants de la comarca del Baix Penedès, i rep cada any moltes colles i visitants dels pobles propers.

### Mitjans de comunicació
Ràdio Cunit és l'emissora de ràdio del poble des de l'any 2007, any en què fou inaugurada. Si bé formà part de la COM Ràdio des dels seus inicis, no fou fins al 28 de maig de 2020 que entrà a formar part de La Xarxa. L'emissora ha arribat a tenir més de 100 col·laboradors, d'entre els quals se'n destaca Guillem Estadella.

## Política

### Eleccions municipals
Llista d'alcaldes i nombre de regidors per partit
| Junts-CM | -     | -  | -          | -      | -      | -  | -  | -  | -  | -  | 4  | 6  |
| PSC | -     | 2  | 0          | 2      | 2      | 6  | 7  | 7  | 5  | 4  | 5  | 5  |
| CiU | -     | 3  | 5          | 5      | 4      | 4  | 4  | 6  | 7  | 5  | -  | -  |
| PP | -     | 2  | 1          | 0      | 1      | 1  | 2  | 2  | 3  | 1  | 0  | 1  |
| ERC | -     | -  | -          | -      | -      | 0  | 0  | 1  | 1  | 1  | 3  | 2  |
| ECP | -     | -  | -          | -      | 0      | -  | 0  | 1  | 1  | 1  | 2  | 1  |
| C's | -     | -  | -          | -      | -      | -  | -  | 0  | -  | 3  | 3  | 0  |
| CUP | -     | -  | -          | -      | -      | -  | -  | -  | -  | -  | 0  | 0  |
| VOX | -     | -  | -          | -      | -      | -  | -  | -  | -  | -  | -  | 2  |
| PSUC | 0     | -  | -          | -      | -      | -  | -  | -  | -  | -  | -  | -  |
| UCD / CDS | 2     | -  | 0          | -      | -      | -  | -  | -  | -  | -  | -  | -  |
| Altres | 4a 1b | 0b | 1c; 1e; 1d | 3f; 1e | 3f; 1g | 0  | 0  | 0  | -  | 2h | 0  | 0  |
| Total | 7     | 7  | 9          | 11     | 11     | 11 | 13 | 17 | 17 | 17 | 17 | 17 |
| a Cunit Unidos; b Independientes de Cunit; c Acció Renovadora; d Socialistas Demócratas de Cunit; e Associació Independents de Cunit; f Independientes Iniciativa por Cunit - FIC; g Unión Independiente por Cunit; h Guanyem/Ganemos Cunit; |       |    |            |        |        |    |    |    |    |    |    |    |

## Medi ambient

### Climatologia
| Dades climàtiques a Cunit              | Dades climàtiques a Cunit | Dades climàtiques a Cunit | Dades climàtiques a Cunit | Dades climàtiques a Cunit | Dades climàtiques a Cunit | Dades climàtiques a Cunit | Dades climàtiques a Cunit | Dades climàtiques a Cunit | Dades climàtiques a Cunit | Dades climàtiques a Cunit | Dades climàtiques a Cunit | Dades climàtiques a Cunit | Dades climàtiques a Cunit |
| Mes                                    | gen                       | febr                      | març                      | abr                       | maig                      | juny                      | jul                       | ag                        | set                       | oct                       | nov                       | des                       | anual                     |
| -------------------------------------- | ------------------------- | ------------------------- | ------------------------- | ------------------------- | ------------------------- | ------------------------- | ------------------------- | ------------------------- | ------------------------- | ------------------------- | ------------------------- | ------------------------- | ------------------------- |
| Màxima rècord °C (°F)                  | 24.2 (75.6)               | 25.0 (77)                 | 27.7 (81.9)               | 30.2 (86.4)               | 32.8 (91)                 | 36.8 (98.2)               | 37.4 (99.3)               | 38.0 (100.4)              | 33.8 (92.8)               | 32.5 (90.5)               | 28.8 (83.8)               | 22.6 (72.7)               | 38.0 (100.4)              |
| Màxima mitjana °C (°F)                 | 17,1                      | 19,8                      | 22,3                      | 23,2                      | 27,2                      | 28,1                      | 31,8                      | 32,4                      | 29,3                      | 26,6                      | 23,2                      | 19,7                      | —                         |
| Mitjana diària °C (°F)                 | 9.0 (48.2)                | 9.7 (49.5)                | 11.9 (53.4)               | 13.8 (56.8)               | 17.2 (63)                 | 21.2 (70.2)               | 24.2 (75.6)               | 24.6 (76.3)               | 21.5 (70.7)               | 17.5 (63.5)               | 12.6 (54.7)               | 9.7 (49.5)                | 16.1 (61)                 |
| Mínima mitjana °C (°F)                 | 1,7                       | 1,6                       | 2,9                       | 6,1                       | 11,8                      | 12,2                      | 18,6                      | 17,4                      | 13,6                      | 13,1                      | 7,6                       | 2,7                       | —                         |
| Mínima rècord °C (°F)                  | −7.8 (18)                 | −8.0 (17.6)               | −5.4 (22.3)               | 1.0 (33.8)                | 3.6 (38.5)                | 7.4 (45.3)                | 10.5 (50.9)               | 10.8 (51.4)               | 5.5 (41.9)                | 0.2 (32.4)                | −4.0 (24.8)               | −7.5 (18.5)               | −8.0 (17.6)               |
| Precipitació mitjana mm (polzades)     | 133,4                     | 4,6                       | 6,6                       | 6,4                       | 17,2                      | 2,0                       | 1,4                       | 31,0                      | 98,4                      | 37,6                      | 6,0                       | 32,2                      | 500 (19.69)               |
| Mitjana de dies de pluja               | 4.0                       | 3.5                       | 3.8                       | 5.0                       | 5.4                       | 3.1                       | 2.0                       | 3.6                       | 5.1                       | 6.0                       | 4.4                       | 4.1                       | 49.8                      |
| Mitjana de dies de neu                 | 0.2                       | 0.1                       | 0.1                       | 0                         | 0                         | 0                         | 0                         | 0                         | 0                         | 0                         | 0                         | 0                         | 0.4                       |
| Mitjana de dies de gelada              | 5.7                       | 2.9                       | 0.8                       | 0                         | 0                         | 0                         | 0                         | 0                         | 0                         | 0                         | 1.3                       | 3.6                       | 12.5                      |
| Humitat relativa mitjana (%)           | 70                        | 68                        | 67                        | 66                        | 66                        | 63                        | 63                        | 66                        | 70                        | 73                        | 72                        | 72                        | 68                        |
| Mitjana mensual d'hores de sol         | 157                       | 162                       | 197                       | 222                       | 251                       | 274                       | 306                       | 265                       | 209                       | 182                       | 157                       | 145                       | 2.527                     |
| Font: Agència Catalana de Meteorología |                           |                           |                           |                           |                           |                           |                           |                           |                           |                           |                           |                           |                           |

### Geografia
- Llista de topònims de Cunit (Muntanyes, serres, collades, indrets, rius, fonts, cases, masies, esglésies, etc).

És a la comarca del Baix Penedès, província de Tarragona, i inclòs a la tercera corona de la regió urbana de Barcelona. Confronta amb Segur de Calafell, municipi de Calafell de la mateixa comarca, així com amb Cubelles, comarca del Garraf, i Castellet i la Gornal, comarca de l'Alt Penedès, ambdós de la província de Barcelona.
| Castellet i la Gornal | Cubelles        |          |
|                       |                 | Cubelles |
| Calafell              | Mar Mediterrani |          |

El paisatge cunitenc és típicament mediterrani; des dels 2,5 km de platges de sorra fina, protegides pels espigons que els donen les formes arrodonides característiques, passant pels plans agrícoles (els anomenats Prats de Cunit o Plana del Castell), subjectes a una forta pressió urbanística, fins a les serres del centre i nord del municipi, poblades sobretot per pinedes força ben preservades i algunes força frondoses.
Les muntanyes més altes es troben a les serres del nord. Destaquen el turó de Cal Santó, amb 141 metres d'alçària, el turó de l'Avenc (141,2 m) i el puig de la Nina (194,9 m).

### Hidrologia
El terme és travessat de nord a sud per torrents i rieres. Els més destacats són el torrent de Cal Cove, que prové de la zona del fondo d'en Roig, la riera de Cunit, també anomenada torrent de Sant Antoni, i el torrent d'en Pedró, al límit amb Cubelles.
Es va decidir de construir-hi la tercera planta de dessalinització del litoral català per a proveir la xarxa d'aigua potable de Tarragona (Consorci d'Aigües de Tarragona) a l'estiu i la de Barcelona (Aigües Ter Llobregat) a l'hivern. Les obres de la dessaladora «del Foix» s'estimen a uns 180 milions d'euros. La nova instal·lació hauria d'estar llesta el 2028 o 2029. Aquesta infraestructura hauria de baixar la pressió sobre la conca de l'Ebre.

### Aiguamolls
Actualment dels aiguamolls o maresmes de Cunit només en resta un reducte limitat per la zona verge que hi ha entre el mar i l'estació de tren, una zona de natural inundabilitat documentada a la prehistòria i la història clàssica del municipi si bé antigament ocupaven gairebé tot el litoral municipal.
Les muntanyes, de pendent més o menys suaus descendeixen fins a la plana costanera on la dinàmica litoral va crear nombrosos estanys, com l'«estany de la Mar Morta». Juntament amb altres zones de la Costa Daurada constitueix una part de les Maresmes del Penedès. Cadascuna d'aquestes terres baixes o prats, s'acompanyava del nom de cada poble; per tant les del municipi són conegudes com a Prats de Cunit.
Aquests aiguamolls donaven el nom de 'Ça Lacuna' (La Llaguna) a un assentament situat per la zona de l'actual urbanització Cunidor-Cunit Diagonal durant l'alta edat mitjana tal com apareix en cartografia de l'època.
La mà de l'home ha assecat aquestes maresmes que eren lloc de passatge i fins i tot de nidificació de molts ocells aquàtics. WWF/Adena proposa el municipi per a la seva inclusió en les llistes oficials de lloc d'importància comunitària (LIC) per a l'àmbit territorial descrit com a bancs de sorra coberts permanentment per aigua marina poc profunda. D'acord amb el Pla d'ordenació urbanística municipal (POUM), la zona natural d'aiguamolls ha estat declarada com zona a preservar.

### Àmbit Marítim

#### Platges
Un dels principals atractius del municipi són els dos quilòmetres i mig de platges de sorra fina daurada en forma de cales, protegides per set espigons longitudinals més quatre en forma d'illa. Aquests espigons es van haver de construir a principi dels anys 1980 a causa del fet que les construccions del pantà de Foix així com els ports de Cubelles (pel nord) i de Segur de Calafell (pel sud) van alterar els equilibris morfodinàmics, la pèrdua de les platges n'és un efecte visible .
Des de l'any 1997 rep el guardó de Bandera Blava de la Fundació Europea d'Educació Ambiental.

#### Endegament de les costes
La concentració d'infraestructures de gran impacte mediambiental sobre el territori i la costa, com el futur port esportiu a Cubelles, l'existència d'una planta tèrmica de cicle combinat, i el lloc de la planta dessaladora ha obert un debat sobre la reforma dels actuals espigons. Per uns no fan la tasca de protegir les platges i alhora representen un risc afegit pels banyistes mentre que per altres constitueix un element diferenciador de cara als municipis veïns. Segons el projecte de reforma del Ministeri del Medi els actuals espigons serien substituïts per un de transversal a l'actual línia de costa, de més de tres-cents metres de llargada, a la zona prop del port de Cubelles, el que haurà de crear una platja lineal molt ampla (entre 250 metres d'ample del passeig fins a la línia de mar a la zona de l'espigó, fins a 50 metres al límit amb Segur de Calafell, al terme municipal de Calafell.
Actualment s'està a l'espera de rebre el report sobre les platges encarregat a la universitat de Cantàbria per a adoptar una solució a l'endegament de les costes de Cunit.
| Codi | Període | Descripció                               | Galeria |  |
| ---- | ------- | ---------------------------------------- | ------- |  |
|      | 2008    | Projecte de reforma del litoral de Cunit |         |  |
|      | 2009    | Espigó des de l'extrem                   |         |  |

#### Fons marí
El Fons Mundial per la Natura (WWF) proposa incloure el municipi ena les llistes oficials de llocs d'importància comunitària per a l'àmbit marítim descrit com praderies de l'alga dels vidriers (Posidònia oceànica).

## Demografia
| 1515 | 1553 | 1787 | 1887 | 1900 | 1920 | 1950 | 1970 | 2010   | 2024   |
| 5    | 5    | 150  | 325  | 388  | 285  | 277  | 414  | 12.464 | 15.804 |

### Entitats de població
A més del centre històric, té una vintena de barris (Cal Cego, Can Molas,Can Nicolau, Can Toni, Diagonal, El Prat, Rectoret, Ametllers, Haug, Baronia, Sorres, Montcunit, Procunit, Puig Pelòs, Solcunit, Valparaiso i Sant Jaume) i urbanitzacions (Costa Cunit, Els Jardins i Els Rosers.

## Persones il·lustres
- Joan Recasens Farré (1905-1975) nascut a Cunit, fou un polític català que va ser batlle de Vilanova i la Geltrú.[19]

## Municipis agermanats
- Hammelbach, Alemanya
- L'Havana, Cuba